# Солана, Хавьер
Франси́ско Хавье́р Сола́на де Мадариа́га (исп. Francisco Javier Solana de Madariaga; род. 14 июля 1942, Мадрид) — испанский политический деятель. Учёный-физик, специалист в области физики твёрдого тела.

## Биография
Хавьер Солана — внук известного испанского дипломата Сальвадора де Мадарьяга. После окончания университета Комплутенсе продолжил обучение в Высшем совете по научным исследованиям и в Великобритании. Во время учёбы в США по программе Фулбрайта участвовал в протестах против Вьетнамской войны.
Долгое время пребывал на исследовательской и преподавательской работе. Профессор физики твёрдого тела в Мадридском университете Комплутенсе. Автор более тридцати публикаций в данной области.
С 1966 года — член подпольной Испанской социалистической рабочей партии.
С 1977 по 1995 год — член Палаты депутатов Генеральных кортесов Испании.
23 февраля 1981 года находился в числе депутатов, взятых в заложники во время попытки государственного переворота, организованной Антонио Техерой.
После победы Испанской социалистической рабочей партии на парламентских выборах неоднократно министр в правительствах Фелипе Гонсалеса Маркеса.
С 3 декабря 1982 по 7 июля 1988 года — министр культуры Испании.
С 7 июля 1988 по 24 июня 1992 года — министр образования и науки Испании.
С 24 июня 1992 по 19 декабря 1995 года — министр иностранных дел Испании.
С 5 декабря 1995 по 6 октября 1999 года — Генеральный секретарь Организации Североатлантического договора (НАТО).
С 18 октября 1999 по 1 декабря 2009 года — Генеральный секретарь Совета Европейского союза и Верховный представитель по общей внешней политике и политике безопасности. В июле 2004 года назначен на второй 5-летний срок.
С 25 ноября 1999 по 1 декабря 2009 года — генеральный секретарь Западноевропейского союза.
С 12 июля 2004 по 1 декабря 2009 года — глава Европейского оборонного агентства (EDA).

## Награды
- кавалер Большого креста ордена Карлоса III (1997)
- кавалер Большого креста орден Изабеллы Католической (2000)
- кавалер Большого креста ордена Великого князя Литовского Гядиминаса (Литва, 22 июня 2005 года)[3]
- кавалер Большого креста ордена «За заслуги перед Итальянской Республикой» (Италия, 15 сентября 1999 года)[4]
- кавалер Большого креста 1-й степени Орден «За заслуги перед Федеративной Республикой Германия» (ФРГ, 2007)[5]
- орден Святого Михаила и Святого Георгия (Великобритания, 2000)
- орден «Стара-планина» I степени (Болгария, 6 марта 2000 года)[6]
- Великий офицер ордена Белого льва (Чехия, 1998)
- орден князя Ярослава Мудрого III степени (Украина, 2006)[7]
- международная премия им. Карла Великого (Германия, 2007)
- орден Золотого руна (2010)[8]
- орден Золотого руна (Грузия, 2010)[9]